# Carlo Steeb

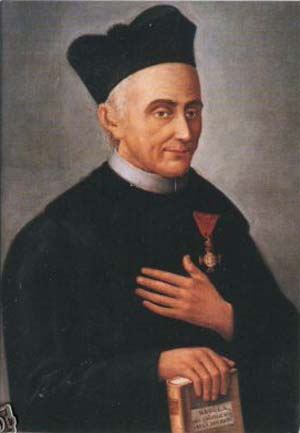
Carlo Steeb

Carlo Steeb, ofwel Johannes Heinrich Karl Steeb (Tübingen, 18 december 1773 – Verona, 15 december 1856) was een Duits katholiek geestelijke, die in Verona werkzaam was. Hij is de stichter van de congregatie van "Zusters van Barmhartigheid van Verona" en werd in 1975 door paus Paulus VI zalig verklaard.

## Leven
Steeb groeide op als zoon van Johann Heinrich Steeb, een gegoede wolhandelaar en tevens waard van de herberg "Zum Lamm", in het piëtistische gekleurde Tübingen (stad). Om talen te leren en ervaring op te doen in de internationale handel stuurde zijn vader hem in 1789 naar Parijs en 1792 naar Verona. Daar voelde hij zich zodanig aangetrokken door het geestelijk leven, dat hij zich in september 1792 bekeerde tot het rooms-katholicisme. Na zijn bekering studeerde hij katholieke theologie. Hij nam de geïtalianiseerde voornaam "Carlo" aan. In 1796 werd Steeb in Verona tot priester gewijd. Zijn streng evangelische familie brak met hem. Na de dood van zijn zuster, Wilhelmine, erfde hij veel later echter toch het familievermogen.
In Verona gaf hij les aan het seminarie, was hij priester in een arme wijk en had speciale aandacht voor zieken en gevangen. Tijdens de napoleontische oorlogen, gedurende welke Frankrijk en Oostenrijk elkaar vaak in Noord-Italië bevochtten, was Verona afwisselende in Franse en Habsburgse handen. In deze periode werkte hij over een periode van achttien jaar meerdere keren in lazaretten, onder andere bij de anti-Franse opstand van 1797 in Verona (toen nog een deel van de Venetiaanse staat) en later bij de slagen van Bassano, Arcole en Rivoli. Bij alle soldaten had hij een reputatie van een bijzonder verstandige man te zijn; een biechtvader, geestelijk verzorger, raadgever en vertaler tussen Italiaans, Duits en Frans. Steeb bekommerde zich om weeshuizen en onderwees kinderen en jeugdigen op verschillende scholen. Hij werd leider van de in 1796 door de zalige Pietro Leonardi gestichte evangelische broedergemeente van priesters en leken (Italiaans:Evangelica fratellanza dei preti e laici spedalieri). Van deze broedergemeente waren zowel mannen als vrouwen lid.
Toen hij buiktyfus kreeg had hij zijn testament al opgemaakt, maar zijn geestelijk raadsman zou hem hebben voorspeld, dat God nog meer met hem voorhad - wat Steeb als teken opvatte, zijn weldadige werken verder uit te bouwen en meer op duurzame basis te organiseren. In 1840 stichtte hij samen met zuster Vincenza Poloni (burgerlijke naam: Luigia Poloni), wier biechtvader hij was, de "Congregatie van zusters van barmhartigheid van Verona“ (Italiaans: Istituto Sorelle della Misericordia di Verona) ter ondersteuning zijn charitatieve werken. De in de volksmond ook als "Veronese zusters“ bekendstaande congregatie groeide al spoedig ook buiten Verona. Op dit moment telt de congregatie ongeveer 1200 zusters in Europa, Latijns-Amerika en Afrika, die vooral op sociaal gebied werkzaam zijn.
In 1856 stierf Carlo Steeb op een leeftijd van 83 jaar – op dat moment meenden velen dat hij als de "Samaritaan van Verona“ het leven van een heilige had geleefd. Hij maakte de inwijding van de nieuwe kerk voor zijn congregatie nog mee. In deze kerk ligt hij ook begraven.

## Nalatenschap
Carlo Steeb werd op 6 juli 1975 door paus Paulus VI zalig verklaard. Zijn gedenkdag is 15 december. Vele instellingen van zijn congregatie zijn naar hem genoemd. Ook dragen twee kerken, in Verona en in Stuttgart, zijn naam.